# Sobreconsumo

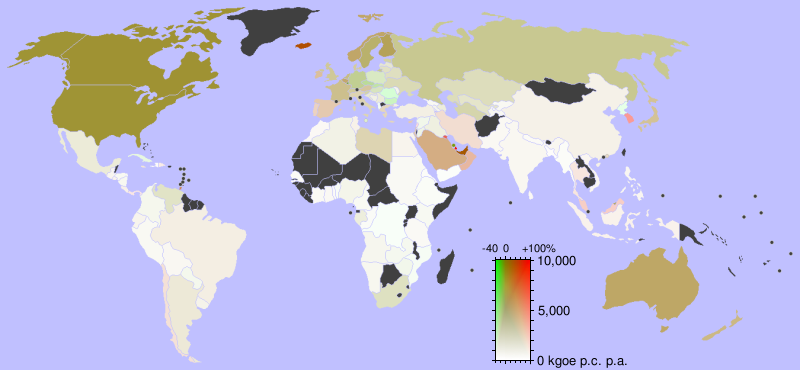
Consumo de energía per cápita por país en 2001

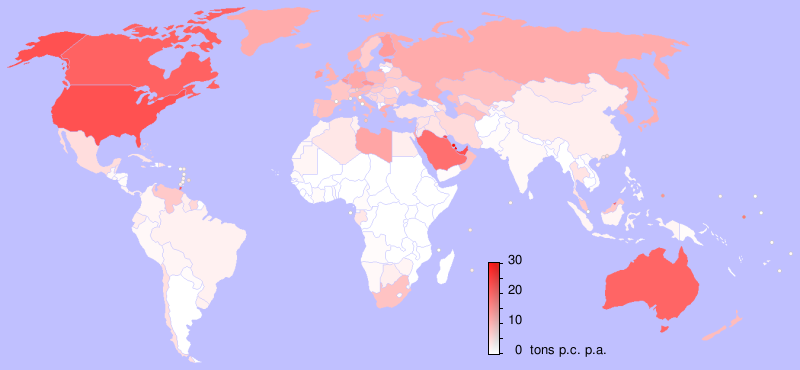
Emisiones de CO_{2} per cápita por año por país antes de 2006

Sobreconsumo o consumo excesivo es una situación en la que el uso de recursos ha superado la capacidad sostenible del ecosistema. Un patrón prolongado de consumo excesivo conduce a la degradación ambiental y al eventual agotamiento de las bases de los recursos.
Generalmente, la discusión del consumo excesivo es paralela a la de la superpoblación humana; es decir, cuanto más gente, hay más consumo de materias primas para sustentar sus vidas. Sin embargo, el impacto general de la humanidad en el planeta se ve afectado por muchos factores además del número bruto de personas. Su estilo de vida (incluida la riqueza general y la utilización de los recursos) y la contaminación que generan (incluida la huella de carbono) son igualmente importantes. Actualmente, los habitantes de las naciones desarrolladas del mundo consumen recursos a un ritmo casi 32 veces mayor que los del mundo en desarrollo, que constituyen la mayoría de la población humana (7,4 mil millones de personas).
Sin embargo, el mundo en desarrollo es un mercado de consumo en crecimiento. Estas naciones están ganando rápidamente más poder adquisitivo y se espera que el Sur Global, que incluye ciudades en Asia, América y África, represente el 56% del crecimiento del consumo para 2030. Esto significa que las tasas de consumo se estabilizarán para las naciones desarrolladas y se desplazarán más hacia estos países en desarrollo.
La teoría de la superpoblación refleja cuestiones de capacidad de carga sin tener en cuenta el consumo per cápita, por el cual se evalúa que las naciones en desarrollo consumen más de lo que sus tierras pueden soportar. Las Naciones Unidas estiman que la población mundial alcanzará los 9,8 mil millones en el año 2050 y 11,2 en 2100. Este crecimiento estará altamente concentrado en las naciones en desarrollo, lo que también plantea problemas de desigualdad en el consumo. Las naciones que llegarán a dominar el consumo deben abstenerse de abusar de ciertas formas de consumo, especialmente el consumo de energía de CO2. Los partidos verdes y el movimiento ecológico a menudo sostienen que el consumo por persona, o la huella ecológica, es típicamente menor en las naciones más pobres que en las más ricas.

## Causas
Existe un espectro de bienes y servicios que la población mundial consume constantemente. Estos van desde alimentos y bebidas, ropa y calzado, vivienda, energía, tecnología, transporte, educación, salud y cuidado personal, servicios financieros y otros servicios públicos. Cada uno de estos requiere un recurso diferente y una vez que ese recurso se explota hasta cierto punto, se califica como sobreconsumo. Dado que las naciones en desarrollo se están convirtiendo rápidamente en la clase de consumidores, es importante tener en cuenta las tendencias que están sucediendo en estas naciones. Según el Banco Mundial, las mayores proporciones de consumo se encuentran en alimentos, bebidas, ropa y calzado. Esto se aplica independientemente del sector de ingresos.
Dos factores principales de por qué la gente compra tanto y con tanta frecuencia se deben a la obsolescencia planificada y percibida. Este factor de producción se introdujo primero en Estados Unidos y gira en torno al diseño de productos. Con estos métodos, los productos se diseñan intencionalmente para desecharse después de un corto período de tiempo. En 2012, solo el 1% de los bienes adquiridos seguían en uso después de 6 meses. Cuando está planificado, los diseñadores crean productos que no podrán funcionar después de una cierta cantidad de tiempo, pero funcionan durante el tiempo suficiente para garantizar que los clientes vuelvan a comprar. La obsolescencia percibida prevalece con la moda y las tendencias impulsadas por la publicidad y el consumo de medios. Mediante esta técnica, los consumidores están convencidos de que ciertos productos pierden valor cuando pasa de moda, lo que puede remediarse con la compra de nuevos artículos. En 2015, los cinco principales mercados de consumo del mundo incluían a Estados Unidos, Japón, Alemania, China y Francia.

## Efectos
Un efecto fundamental del consumo excesivo es la reducción de la capacidad de carga del planeta. El consumo excesivo insostenible excederá la capacidad de carga a largo plazo de su medio ambiente (rebasamiento ecológico) y el consiguiente agotamiento de los recursos, degradación ambiental y reducción de la salud del ecosistema. En 2020, un equipo multinacional de científicos publicó un estudio, diciendo que el consumo excesivo es la mayor amenaza para la sostenibilidad. Según el estudio, es necesario un cambio drástico en el estilo de vida para resolver la crisis ecológica. Según una de las autoras, Julia Steinberger: «Para protegernos del empeoramiento de la crisis climática, debemos reducir la desigualdad y desafiar la noción de que las riquezas, y quienes las poseen, son inherentemente buenas». La investigación se publicó en el sitio del Foro Económico Mundial. El líder del foro, el profesor Klaus Schwab, llama a un «gran reinicio del capitalismo».
Según un estudio de 2020 en el que tanto el crecimiento de la población como la deforestación se utilizaron como indicadores del consumo total de recursos, si el consumo continúa al ritmo actual durante los próximos 20 a 40 años, puede desencadenar una extinción total o casi total de la humanidad. Para evitarlo, la humanidad debe pasar de una civilización dominada por la economía a una «sociedad cultural» que «privilegia el interés del ecosistema por encima del interés individual de sus componentes, pero eventualmente de acuerdo con el interés común general»

La prevalencia mundial de obesidad en hombres (2008): las áreas más oscuras representan un mayor porcentaje de hombres obesos

La escala del consumo excesivo de la vida moderna ha permitido que exista una clase privilegiada, que muestra afluenza y obesidad. Sin embargo, una vez más, ambas afirmaciones son controvertidas y la última se correlaciona con otros factores más que el sobreconsumo. Dentro del tema del consumo excesivo, se deben considerar muchas otras ideas para encontrar la verdadera causa del mismo. Algunos hechos importantes que coinciden son la pobreza, la población y el desarrollo de una zona. El sobreconsumo también puede provocar un declive de la economía y la inestabilidad financiera.

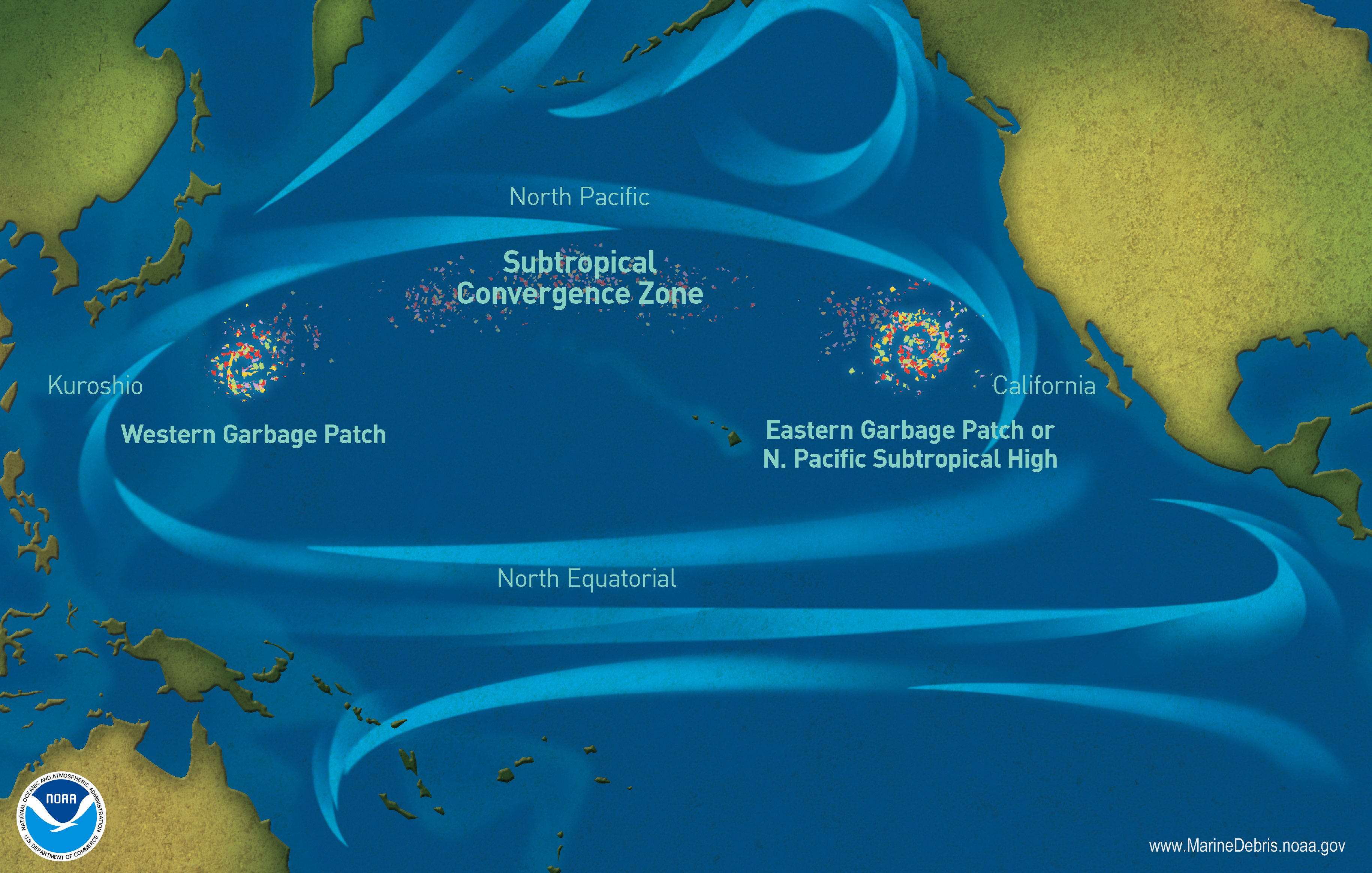
Gran Isla de Basura del Pacífico

A largo plazo, estos efectos pueden llevar a un aumento de los conflictos por la disminución de los recursos y, en el peor de los casos, a una catástrofe malthusiana. Lester Brown, del Earth Policy Institute, ha dicho: «Se necesitarían 1,5 Tierras para mantener nuestro nivel actual de consumo. Desde el punto de vista medioambiental, el mundo está en un modo de rebasamiento».
Con datos a 2012, Estados Unidos por sí solo estaba utilizando el 30% de los recursos mundiales, y si todos los demás países consumieran a ese ritmo, se necesitarían de 3 a 5 planetas para mantener ese tipo de vida. Los recursos se están agotando rápidamente, y ya se han agotado aproximadamente ⅓. Con el aumento de nuevos mercados de consumidores en los países en desarrollo, que representan un porcentaje mucho mayor de la población mundial, este número solo puede aumentar. Según Dave Tilford de Sierra Club, «Con menos del 5 por ciento de la población mundial, Estados Unidos utiliza un tercio del papel del mundo, un cuarto del petróleo del mundo, el 23 por ciento del carbón, el 27 por ciento del aluminio y 19 por ciento del cobre». Según la BBC, un estudio del Banco Mundial ha encontrado que «los estadounidenses producen 16,5 toneladas de dióxido de carbono per cápita cada año. En comparación, en Etiopía solo se generan 0,1 toneladas de gas de efecto invernadero por habitante».
Un estudio de 2021 publicado en Frontiers in Conservation Science postula que el crecimiento del consumo agregado continuará en el futuro cercano y quizás más allá, en gran parte debido al aumento de la riqueza y el crecimiento de la población. Los autores argumentan que «no hay forma, éticamente o de otro modo (salvo aumentos extremos y sin precedentes en la mortalidad humana), de evitar el aumento del número de personas y el consumo excesivo que lo acompaña», aunque sí dicen que los impactos negativos del consumo excesivo tal vez puedan reducirse mediante implementar políticas de derechos humanos para reducir las tasas de fertilidad y desacelerar los patrones de consumo actuales.

### Crecimiento económico
El Instituto Worldwatch dijo que China e India, con sus economías en auge, junto con Estados Unidos, son las tres fuerzas planetarias que están dando forma a la biosfera global. El informe Estado del Mundo 2005 dijo que el alto crecimiento económico de los dos países expuso la realidad de la contaminación severa. El informe afirma que:
La capacidad ecológica mundial es simplemente insuficiente para satisfacer las ambiciones de China, India, Japón, Europa y Estados Unidos, así como las aspiraciones del resto del mundo de manera sostenible.
En 2019, una advertencia sobre la crisis climática firmada por 11.000 científicos de más de 150 naciones dijo que el crecimiento económico es la fuerza impulsora detrás de la «extracción excesiva de materiales y la sobreexplotación de los ecosistemas» y que esto «debe reducirse rápidamente para mantener la sostenibilidad a largo plazo de la biosfera». También en 2019, el Informe de Evaluación Global sobre Biodiversidad y Servicios Ecosistémicos publicado por la Plataforma Intergubernamental Científico-Normativa sobre Diversidad Biológica y Servicios de los Ecosistemas de las Naciones Unidas, que encontró que hasta un millón de especies de plantas y animales están en riesgo de extinción por la actividad humana, afirmó que:
Un elemento clave de políticas futuras más sostenibles es la evolución de los sistemas financieros y económicos globales para construir una economía global sostenible, alejándose del actual paradigma limitado de crecimiento económico.

### Efectos sobre la salud
Un informe de la comisión Lancet dice lo mismo. Los expertos escriben: «Hasta ahora, la desnutrición y la obesidad se han visto como polos opuestos de muy pocas o demasiadas calorías», «En realidad, ambos están impulsados por los mismos sistemas alimentarios insalubres e inequitativos, respaldados por la misma economía política. que tiene un enfoque único en el crecimiento económico e ignora los resultados negativos de salud y equidad. El cambio climático tiene la misma historia de ganancias y poder». La obesidad era un problema médico para las personas que consumían alimentos en exceso y trabajaban muy poco ya en la antigua Roma, y su impacto creció lentamente a lo largo de la historia. En 2012, la mortalidad por obesidad fue 3 veces mayor que por hambre, llegando a 2,8 millones de personas por año en 2017.
El uso excesivo de energía artificial, por ejemplo, en los automóviles, daña la salud y el planeta. Promover una vida activa y reducir el sedentarismo, por ejemplo, en bicicleta, reduce las emisiones de gases de efecto invernadero y mejora la salud.

## Huella ecológica
La idea de sobreconsumo también está fuertemente ligada a la idea de huella ecológica . El término se refiere al «marco de contabilidad de recursos para medir la demanda humana en la biosfera». Actualmente, China, por ejemplo, tiene una huella ecológica por persona de aproximadamente la mitad del tamaño de Estados Unidos, pero tiene una población que es más de cuatro veces el tamaño de ese país. Se estima que si China se desarrollara al nivel de Estados Unidos, las tasas de consumo mundial aproximadamente se duplicarían.

Los seres humanos, el crecimiento predominante de la demanda de ganado y otros animales domésticos, ha sumado un exceso a través de la cría, el mantenimiento y el consumo de animales domésticos, especialmente con la producción ganadera industrial, que amenaza al medio ambiente. La globalización y la modernización han llevado las culturas consumidoras occidentales a países como China e India, incluyendo dietas intensivas en carne que están reemplazando las dietas tradicionales basadas en plantas. Más de 200 mil millones de animales son consumidos por una población mundial de más de 7 mil millones al año. Un estudio de 2018 publicado en Science postula que el consumo de carne aumentará como resultado del crecimiento de la población humana y el aumento de la riqueza, lo que aumentará las emisiones de gases de efecto invernadero y reducirá aún más la biodiversidad. El consumo de carne debe reducirse para que la agricultura sea sostenible hasta en un 90%, según un estudio de 2018 publicado en Nature.

## Acciones en respuesta
La solución más obvia al problema del sobreconsumo es simplemente reducir la velocidad a la que se agotan los materiales. Desde el punto de vista capitalista, un menor consumo tiene efectos negativos en las economías y, por lo tanto, los países deben buscar frenar las tasas de consumo pero también permitir que nuevas industrias, como las energías renovables y las tecnologías de reciclaje, prosperen y desvíen algunas de las cargas económicas. Hay movimientos que piensan que la reducción del consumo en algunos casos puede beneficiar a la economía y la sociedad. Piensan que un cambio fundamental en la economía global puede ser necesario para dar cuenta del cambio actual que se está produciendo o que tendrá que producirse. Los movimientos y elecciones de estilo de vida relacionados con detener el consumo excesivo incluyen: anti-consumismo, friganismo, economía ecológica, decrecimiento, frugalidad, downshifting, estilo de vida sencilla, minimalismo y ahorro.
Muchos consideran que el objetivo final de los movimientos es llegar a una economía de estado estacionario en la que la tasa de consumo sea óptima para la salud y el medio ambiente.
Recientes movimientos de base han estado ideando formas creativas para disminuir la cantidad de bienes que consumimos. Freecycle Network es una red de personas en la propia comunidad que están dispuestas a intercambiar bienes por otros bienes o servicios. Es una nueva versión del ahorro y, al mismo tiempo, es beneficiosa para ambas partes.
Otros investigadores y movimientos como Movimiento Zeitgeist sugieren un nuevo modelo socioeconómico que, a través de un aumento estructural de la eficiencia, la colaboración y la producción local, así como un intercambio efectivo, una mayor modularidad, sostenibilidad y un diseño óptimo de los productos, se espera que reduzca el consumo de recursos. Las soluciones ofrecidas incluyen a los consumidores que utilizan las fuerzas del mercado para influir en las empresas hacia una fabricación y productos más sostenibles.
Otras formas de reducir el consumo es frenar el crecimiento de la población mejorando los servicios de planificación familiar en todo el mundo. En los países en desarrollo, más de 200 millones de mujeres no tienen un acceso adecuado a tales servicios.